# Reggimento Dragoni Napoleone
Il Reggimento Dragoni Napoleone fu un reggimento di dragoni dell'esercito del Regno d'Italia napoleonico.

## Storia

### Nella Repubblica Cisalpina

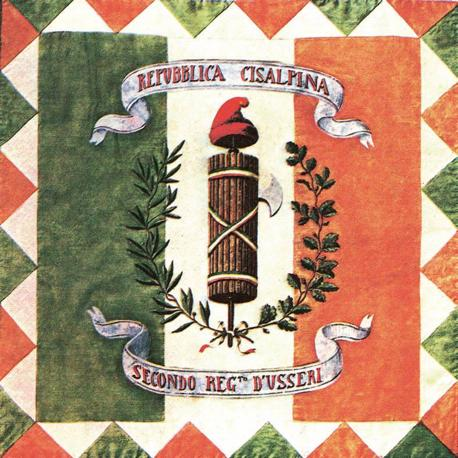
Bandiera di guerra del 2º Reggimento ussari della Repubblica Cisalpina

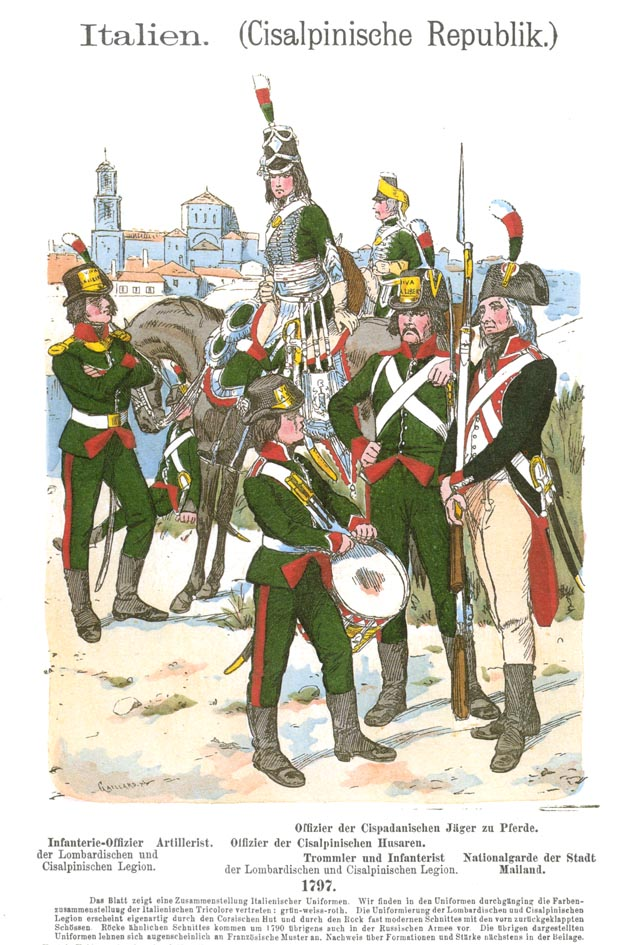
Raffigurazione delle truppe della Repubblica Cisalpina con ufficiale degli ussari (in secondo piano al centro)

Il reggimento nacque come 2º Reggimento ussari della Repubblica Cisalpina, con l'uniforme repubblicana da ussari. Teoricamente era organizzato alla francese, con un Colonnello e quattro squadroni affidati agli ordini di uno chef de squadron, e ciascuno squadrone organizzato su due compagnie, con la prima compagnia del primo squadrone considerata come di élite, con decorazioni speciali; sistematiche carenze di personale fecero sì che solo due squadroni fossero formati, e neppure a personale pieno.

### Nella Repubblica Italiana
Il Reggimento passò poi alla Repubblica Italiana (1802-1805).
Nel 1803 il Reggimento, forte di 600 uomini, fu aggregato alla Divisione Pino, che doveva raccogliersi presso il Passo di Calais per l'invasione della Gran Bretagna. Il Reggimento fu passato in rivista da Napoleone il 15 gennaio 1804 al Palazzo delle Tuileries, per poi acquartierarsi a Cambrai; qui rimase inattivo fino a novembre, quando fu rimandato in Italia.

### Nel Regno d'Italia
Nel 1805 fu deciso di riorganizzare i due reggimenti di ussari in reggimenti di dragoni: i reggimenti di ussari a cavallo erano molto simili come impiego a quelli di cacciatori a cavallo, anch'essi di cavalleria leggera, e fu deciso di diversificare le truppe inserendo la cavalleria di linea dei dragoni. Il primo a essere convertito fu il 2º Reggimento, appena tornato a Milano dalla Francia, che con un ordine del giorno del 4 febbraio 1805 divenne il Reggimento Dragoni Napoleone; la divisa era verde a code lunghe, con risvolti amaranto. A maggio 1805 il Reggimento era a pieno organico, su quattro squadroni. Il 12 dicembre fu istituita la IX compagnia, esterna agli squadroni, con compito di addestramento e reintegro delle truppe.

#### Terza coalizione
Nel corso del 1805 il Reggimento prese parte alla campagna italiana della Guerra della terza coalizione, agli ordini del maresciallo Andrea Massena. Nel corso della campagna, il 1º e il 2º squadrone furono impegnati nell'assedio di Verona, gli altri due inseguirono gli austriaci in Venezia Giulia e poi a Castelfranco.
Alla fine della guerra, fu organizzata una campagna per attaccare le truppe britanniche rimaste nel sud Italia. I Dragoni Napoleone furono inclusi nella Divisione dragoni Dombrowski e inviati all'ala destra dello schieramento francese, sulla costa tirrenica. Dopo la presa di Napoli (14 gennaio 1806), il Reggimento fu inviato alla Divisione Lechi, che stava sopprimendo la resistenza in Abruzzo, Campania e Puglia, dove il Reggimento si trovava a fine anno.

#### Quarta coalizione
A gennaio 1807 il Reggimento fu tra le truppe richieste da Napoleone per la Guerra della quarta coalizione, nel teatro tedesco. Il 3 luglio il Reggimento si unì alle truppe italiane, prima assediando Colberg poi la fortezza svedese di Stralsunda. A novembre ripresero la via di casa, ricevendo la calorosa accoglienza delle popolazioni italiane.

#### Guerra di Spagna
Nel 1808 la Divisione Lechi raggiunse la Spagna: del contingente faceva parte il 1º Reggimento provvisorio di cavalleria, che includeva anche uno squadrone dei Dragoni Napoleone. Il contingente dovette combattere sia contro le truppe spagnole sia contro gli insorti, anche in azioni di contro-guerriglia. Per rinforzare le truppe francesi e italiane impegnate nella campagna di Spagna, fu organizzata una Divisione al comando del generale Domenico Pino, che includeva anche i restanti squadroni dei Dragoni Napoleone, inquadrata nel Corpo del generale Gouvion-Saint-Cyr. Tra le azioni di rilievo dei Dragoni Napoleone vi fu la cattura di un convoglio difeso da seimila uomini e diretto a Gerona (26 luglio 1809) e la cattura di quasi mille prigionieri (18 febbraio 1810). Passato il comando della divisione a Macdonald, il Reggimento subì gravi perdite mentre difendeva la retroguardia francese a Barcellona. Nell'assedio di forte Olivo, i Dragoni Napoleone penetrarono da una breccia e permisero alle truppe francesi di impossessarsi della fortificazione. Nella battaglia di Sagunto (25 ottobre 1811) i Dragoni Napoleone fecero, da soli, 800 prigionieri.

#### Quinta coalizione

Dragone del Reggimento

Nel 1809 fu deciso di rinforzare i reggimenti di cavalleria italiana aggiungendo un 5º squadrone. Nello stesso periodo, però, il 4º squadrone dei Dragoni Napoleone fu sciolto, con gli uomini che andarono a rinforzare i ranghi dei primi tre, decimati nel corso della campagna di Spagna, quindi il quinto squadrone prese il nome di 4º bis e poi di 4º, restando di stanza in Friuli. A febbraio di quello stesso anno, le truppe italiane dell'Armée d'Italie del viceré Eugenio di Beauharnais furono organizzate su tre Divisioni; uno squadrone dei Dragoni Napoleone fu inserito nella Divisione dell'Isonzo del generale Severoli. Allo scoppio della Guerra della quinta coalizione la divisione fu impegnata nella battaglia di Sacile, a seguito della quale i franco-italiani furono costretti a ritirarsi dietro il Piave. Rinnovato l'attacco, i franco-italiani combatterono la battaglia di Caldiero senza ottenere un risultato significativo; nella successiva battaglia del Piave riuscirono invece a ottenere una netta vittoria sul nemico. L'Armée d'Italie inseguì il nemico fino al teatro ungherese, dove fu impegnata nella battaglia di Raab; il 6 luglio partecipò alla battaglia di Wagram, dove la cavalleria italiana eseguì una serie di cariche al comando di Grouchy e respinse il Reggimento corazzieri Hohenzollern, meritandosi l'elogio del comandante francese.
Nel 1810 il 3º fu inviato in Italia, l'anno successivo fu rimandato in Spagna.

#### Sesta coalizione
Gli squadroni in Spagna continuarono a subire perdite, tanto che nel corso del 1813 furono contratti a due; contemporaneamente, nell'ambito del processo di rafforzamento della cavalleria a seguito delle perdite della Campagna di Russia, furono formati tre nuovi squadroni con coscritti, che furono mandati in Pomerania, dove soffrirono numerose perdite nel corso della Campagna di Germania, pur distinguendosi nella battaglia di Dresda.

#### Caduta del Regno d'Italia
Tra l'agosto 1813 e l'aprile 1814 il Regno d'Italia, col sostegno della Francia, difese il proprio territorio dall'invasione austriaca (poi sostenuta anche dal Regno di Napoli di Murat, che cambiò campo nel corso della guerra).
Questa occasione fu la prima volta in cui fu costituito e prese il campo un Corpo formato interamente da truppe italiane e comandato da generali italiani (il III Corpo di Domenico Pino), di cui faceva parte anche il Reggimento Dragoni Napoleone, organizzato su cinque squadroni, tra quelli tornati dalla Germania e quelli rientrati dalla Spagna. Una delle ultime azioni della campagna, e quindi dell'esercito italiano, fu la difesa della retroguardia italiana a Piacenza da parte dei Dragoni Napoleone e del 1º Reggimento cacciatori a cavallo, avvenuto il 15 aprile.
Dopo la fine della guerra, tutte le truppe di cavalleria italiana superstiti furono inquadrate in un reggimento di cavalleria austriaca, divenuto poi il Chevaux-légers Nostitz Nr. 7.